# Feketehátú pitta
A feketehátú pitta (Pitta superba) a madarak osztályának verébalakúak (Passeriformes)  rendjébe és a pittafélék (Pittidae) családjába tartozó faj.

## Rendszerezése
A fajt Lionel Walter Rothschild és Ernst Hartert írták le 1914-ben.

## Előfordulása
Pápua Új-Guinea területén honos, ahol az Admiralitás-szigetek legnagyobbikán a Manus szigetén endemikus faj. A természetes élőhelye a szubtrópusi vagy trópusi síkvidéki esőerdők és cserjések. Nem vonuló faj.

## Megjelenése
Testhossza 21–22 centiméter. Tollazata fényes fekete, égszínkék szárny fedőtollai és fényes skarlátvörös hasa van.